# Operação Mãos Limpas (Amapá)

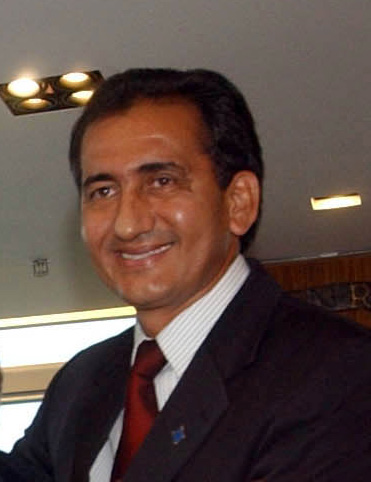
Waldez Góes, preso pela Polícia Federal durante a Operação Mãos Limpas.

A Operação Mãos Limpas foi uma operação da Polícia Federal Brasileira com o objetivo de prender uma organização criminosa composta por servidores públicos, agentes políticos e empresários que desviavam verbas públicas no estado do Amapá. Deflagrada no dia 10 de setembro de 2010, às vésperas das eleições estaduais, resultou na prisão, determinada pelo Superior Tribunal de Justiça, de vários políticos, agentes públicos e empresários e na apreensão de mais de R$ 1 milhão em dinheiro, carros luxuosos (entre eles um Maserati e uma Ferrari), imóveis e até um jato executivo Cessna, propriedade do, então, presidente do Tribunal de Contas Estadual TCE, Júlio de Miranda Coelho.
O nome Mãos Limpas faz referência a uma operação que ocorreu na Itália no início dos anos de 1990, na qual se objetivava o combate à lavagem de dinheiro. Na operação italiana, foram presos mafiosos, empresários, funcionários públicos e políticos que faziam parte de um grande esquema de pagamentos de propinas, tráfico de influência e financiamento ilegal de campanhas eleitorais dos Partido da Democracia Cristã e do Partido Socialista. A operação no Amapá ganhou o mesmo nome pois, tanto no Estado do Amapá, quanto na Itália, descobriu-se atos de corrupção em diversos níveis do governo.
Durante as buscas e apreensões, foram mobilizados 600 policiais federais, que cumpriram mandados no Amapá, no Pará, na Paraíba e no estado de São Paulo. Além disso, participaram da ação cerca de 60 servidores da Receita Federal e 30 da Controladoria-Geral da União AGU. As investigações apontaram para desvios de verbas estaduais e federais no Governo do Estado, na Prefeitura de Macapá, na Assembleia Legislativa, no Tribunal de Contas do Estado do Amapá e nas Secretarias de Estado da Saúde, de Inclusão e Mobilização Social, de Desporto e Lazer e de Justiça e Segurança Pública.

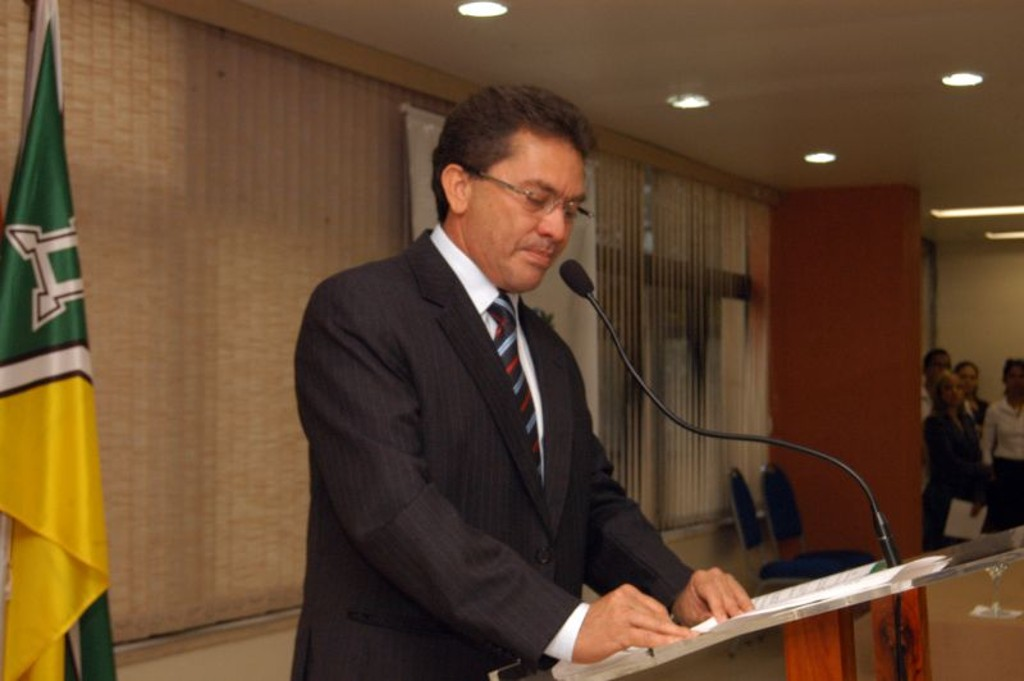
Pedro Paulo Dias, ex-governador do Estado, preso durante a Operação Mãos Limpas da PF.

Foram expedidos pelo Superior Tribunal de Justiça, 18 mandados de prisão temporária, 87 mandados de condução coercitiva e 94 mandados de busca e apreensão. Entre os presos na operação estavam: o então governador Pedro Paulo Dias, o atual governador Waldez Góes,  atual primeira dama do estado Marília Góes, o presidente do Tribunal de Contas do Estado, Júlio de Miranda Coelho, o empresário Alexandre Albuquerque, os secretários estaduais Aldo Ferreira e Adauto Bittencourt, dentre outros. No dia 18 de dezembro do mesmo ano, o então prefeito de Macapá Roberto Góes foi preso em sua casa em desdobramento da Operação Mãos Limpas. Góes, de acordo com a Polícia Federal, estava ocultando e destruindo provas, atrapalhando as investigações sobre desvios de recursos da União, licitações e contratações fraudulentas. Para o Ministério Publico do Estado do Amapá, um dos principais integrantes do esquema e responsável por grande parte da articulação criminosa, nessa fase da operação, foi Paulo Melém.

## Os principais envolvidos

### Paulo Melém
Paulo Roberto da Gama Jorge Melém, 30 de janeiro de 1970, é um empresário, economista e advogado, com registro junto à Seccional do Amapá. É um dos principais nomes relacionados ao maior escândalo de corrupção da história do Estado do Amapá, a operação "Mãos Limpas" da Polícia Federal, que, após vinte anos tramitando nos tribunais de Justiça, ainda não chegou ao fim. As investigações chegaram até ele após a prisão do então Prefeito da capital, Macapá, Roberto Góes, em decorrência de um dos vários desdobramentos da operação Mãos Limpas, no Amapá.

#### A atividade empresarial
Paulo Melém, como é conhecido no Estado do Amapá, dedicou-se, inicialmente, a piscicultura, atividade que deixaria de exercer em 2017, em decorrência, segundo ele, de vários problemas enfrentados, inicialmente uma falha na rede de energia elétrica ocasionou a morte de mais de 60 mil alevinos, que estavam nos tanques da sua chácara, São José, distrito da Fazendinha. Depois, a falta de incentivos públicos e a concorrência desleal no mercado o fizeram encerrar a atividade econômica. Paulo Melém ainda pratica a criação de suínos em sua chácara.
Foi um dos fundadores da Federação de Transportes do Amapá (2018) em conjunto com outros empresários e figuras políticas importantes do Estado. Atualmente, Paulo Melém é Procurador Jurídico da Câmara Municipal de Oiapoque, no interior do estado do Amapá.

#### Seu envolvimento na operação "Mãos Limpas" da Polícia Federal
Durante os vários anos em que ocupou cargos na Administração Pública Amapaense, dentre eles, Secretário Especial da Governadoria de Recursos Extraordinários do Município de Macapá, Chefe de Gabinete durante o governo do Prefeito Roberto Góes, PDT, 2009, Diretor Financeiro do Instituto de Desenvolvimento Rural do Estado do Amapá RURAP e, ainda, o cargo de Consultor-Geral da Assembleia Legislativa do Amapá, donde foi exonerado em 2016, em meio a um escândalo envolvendo fraude nos processos administrativos da Casa Parlamentar. Durante o exercício desses cargos, Paulo Melém acumulou poder e influência junto às várias autoridades políticas do Estado do Amapá. Segundo os promotores de Justiça que atuaram no caso, Paulo Melém seria um dos principais agentes envolvidos na estrutura criminosa que desviou, durante anos, milhões de reais do cofres públicos em vários processos de licitações fraudulentos. Dentre os vários casos policiais em que Paulo Melém estava envolvido, destacam-se o caso dos Carnês de IPTU, que beneficiou a empresa Redelog.

### Livia Gato
Livia Bruna Gato de Melo era assessora na Secretaria de Estado da Saúde e amante de Dias, de acordo com a Polícia Federal. Para os investigadores, Livia era a peça-chave no vasto esquema de corrupção que se instalou nas esferas de governo do Amapá. As interceptações telefônicas, autorizadas pela Justiça, revelaram os primeiros indícios das irregularidades.

### Lista de nomes de outros envolvidos
Veja abaixo a lista das 18 pessoas presas pela Polícia Federal e apontadas no inquérito como diretamente envolvidas no escândalo de corrupção:
- Pedro Paulo Dias de Carvalho, ex-governador do Estado do Amapá.
- Alexandre Gomes de Albuquerque, proprietário das empresas A. G. De Albuquerque e Amapá VIP.
- Ruy Santos Carvalho, ex-titular da Superintendência da Agricultura no Estado do Amapá.
- José Adauto Santos Bittencourt, ex-secretário da Educação.
- Francisco Odilon Filho, proprietário das empresas Mecon e Neontec.
- Marilia Brito Xavier Góes, delegada de Polícia Civil do Estado do Amapá, ex-Secretária da Inclusão e Mobilização Social, atualmente é Deputada Estadual, PDT (é casada com o atual governador Antônio Waldez Góes da Silva).
- Aldo Alves Ferreira, delegado de Polícia Federal, exercendo a titularidade da Secretaria de Justiça e Segurança Pública do Estado do Amapá.
- José do Espirito Santo Galvão Veras, presidente da Federação Amapaense dos Conselhos Comunitários de Segurança Pública (Feasp)
- Antonio Waldez Góes da Silva, atual governador do Estado do Amapá.
- José Julio de Miranda Coelho, ex-presidente do Tribunal de Contas do Estado.
- José Orlando Menezes Ferreira, assessor de Alexandre Gomes de Albuquerque, proprietário da empresa Amapá VIP.
- Erick Janson Sobrinho de Lucena, proprietário da empresa Amapá Comércio e Serviços Ltda.
- Raimundo dos Santos Cardoso, servidor da Superintendência Federal da Agricultura no estado do Amapá.
- Rui Tork de Castro, servidor da Secretaria da Justiça e Segurança Pública do Estado.
- Livia Bruna Gato de Melo, servidora da Secretaria da Saúde e assessora do governador Pedro Paulo Dias de Carvalho.
- Josiel Fernandes da Silva, servidor da Secretaria da Saúde e assessor do governador Pedro Paulo Dias de Carvalho.
- Karla Mafizia Góes da Costa, servidora da Secretaria de Integração e Mobilização Social e sobrinha de Marília Goés.
- Laerte da Silva Araújo Júnior, proprietário da empresa L.S. Júnior.